# 上游乡
上游乡，是中华人民共和国黑龙江省齐齐哈尔市依安县下辖的一个乡镇级行政单位。

## 行政区划
上游乡下辖以下地区：
兴旺村、兴欣村、兴阳村、兴堡村、新建村、建明村、建华村、红建村、红光村和新生村。